# Miconia hyemalis
Miconia hyemalis är en tvåhjärtbladig växtart som beskrevs av Augustin François César Prouvençal de Saint-Hilaire och Charles Victor Naudin.
Miconia hyemalis ingår i släktet Miconia och familjen Melastomataceae. Inga underarter finns listade i Catalogue of Life.